# 根粒菌

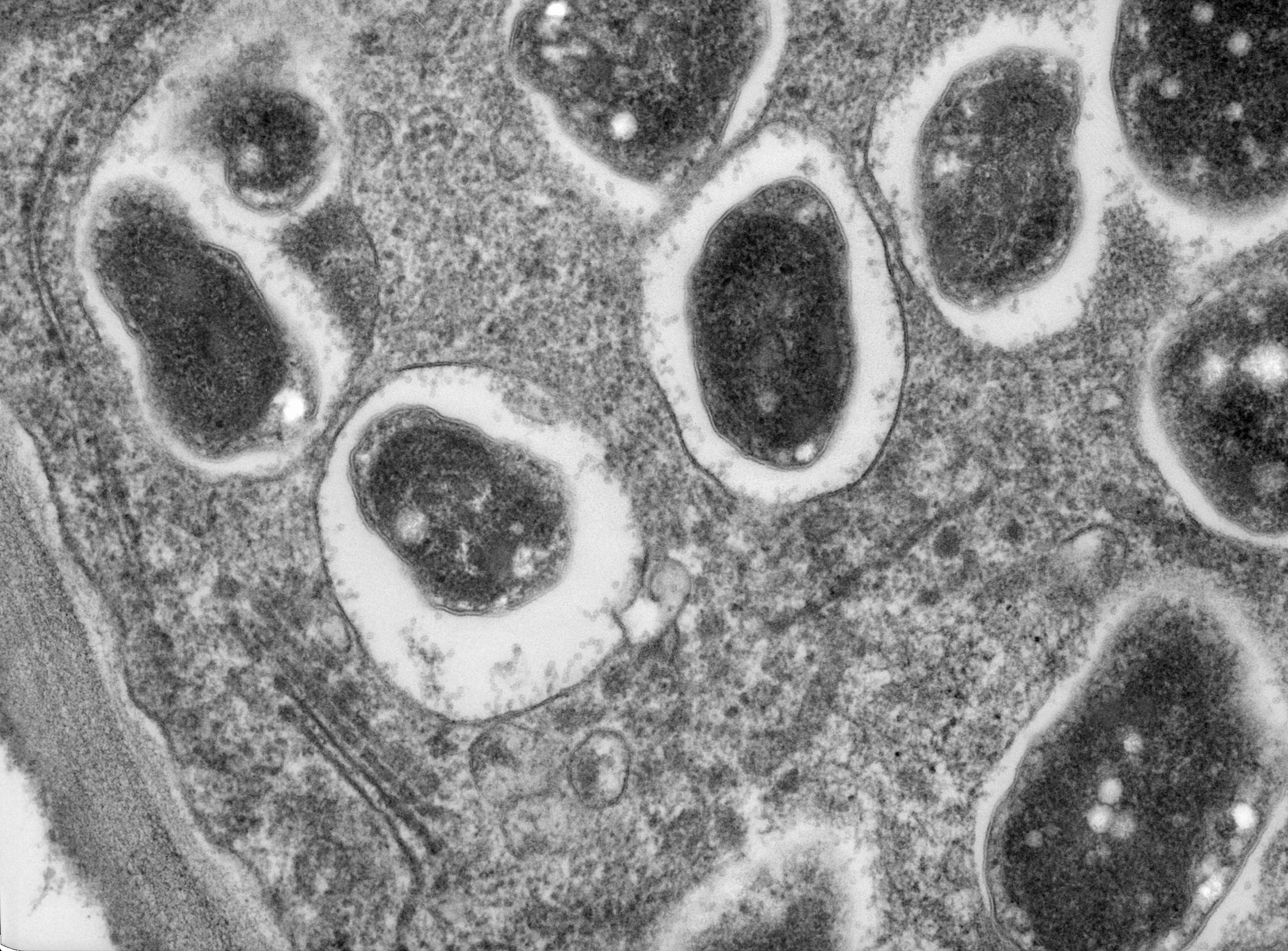
1. ダイズ根粒中の根粒菌（バクテロイド、濃色部）はペリバクテロイド膜で包まれている（透過型電子顕微鏡像）。

根粒菌（こんりゅうきん、英: rhizobia）はマメ科植物の根に共生し、根粒を形成する細菌である。根粒菌はニトロゲナーゼによって窒素分子を固定してアンモニアを生成、これを植物に供給し、植物からは光合成産物を受け取る共生関係を結んでいる。
プロテオバクテリア門に属するグラム陰性菌であるが、系統的には多様であり、リゾビウム属、ブラディリゾビウム属、シノリゾビウム属、メソリゾビウム属など多数の属に分けられている。

## 植物との共生

### 根粒内での根粒菌
根粒菌は土壌中で自由生活することも可能であるが、マメ科植物の根に侵入して根粒とよばれるコブ状の構造を形成し（下図2a, b）、その中で共生して生きることもできる。宿主となる植物はほとんどマメ科の植物であるが、バラ目アサ科の Trema andersonii（= Parasponia andersonii）はマメ科以外では唯一根粒菌と共生して根粒を形成することが知られている。根粒内で根粒菌は細胞分裂を停止して肥大化し、バクテロイド（bacteroid）とよばれる状態になる（上図1、下図2c）。バクテロイドはペリバクテロイド膜（peribacteroid membrane, PBM）とよばれる膜に包まれ、合わせてシンビオソーム（symbiosome）とよばれる細胞内小器官状の構造となる（上図1）。
根粒中で、根粒菌はニトロゲナーゼ（ニトロゲナーゼ酵素複合体）により窒素分子をアンモニアに固定し、これを植物細胞に供給する。窒素固定には大量のエネルギー（ATP）を必要とするが、酸素はニトロゲナーゼを失活させる。根粒菌は植物から供給された有機酸を基質として細胞膜上で酸素呼吸を行いATPを生成するが、その酸素は植物が生成した酸素結合タンパク質であるレグヘモグロビンによって供給される。レグヘモグロビンや根粒菌の呼吸鎖のシトクロムオキシダーゼは酸素親和性が極めて高いため、低酸素濃度が維持され、根粒菌細胞内のニトロゲナーゼ活性が維持される。

### 根粒形成

3. Nod因子の基本構造: 赤字部分に多様性がある。

土壌中で自由生活している根粒菌は、宿主植物の根が分泌した特定のフラボノイドやベタレインに対する走化性で根毛に誘引される。またこれらの物質は根粒菌のNodDタンパク質を活性化し、他のnod遺伝子の転写を誘導、Nod因子（ノッド因子、Nod factor）を生成する。Nod因子はリポキチンオリゴ糖からなるシグナル分子であり、根粒菌の種によって少しずつ異なる構造をもつ（図3）。Nod因子はキチン(1,4)-β結合のN-アセチル-D-グルコサミン（3糖から6糖）の骨格をもち、非還元末端の糖残基のC2位に脂肪酸鎖をもつ。
宿主植物は受容体によって特定のNod因子を認識し、カルシウムイオン濃度の振動が生じ、植物側の根粒形成遺伝子が発現する。この経路はアーバスキュラー菌根形成の初期過程と共通する点があり、共生経路とよばれる。植物側の反応として最初に細胞骨格の変性によって根毛がカーリングして根粒菌を巻き込み、根毛の一部で細胞壁が分解して根粒菌が侵入できるようになる。それに続いて根毛中を通って内側に伸びる管状構造である感染糸（infection thread）が形成され、これを通って根粒菌が根毛細胞中に侵入する。より内側の植物の皮層細胞にも感染糸が形成され、維管束付近の根粒原基に達する。根粒原基では局所的にオーキシンの極性輸送が抑制されて細胞の脱分化、細胞分裂が起こる。根粒原基に侵入した根粒菌は根粒原基内の植物細胞に取り込まれ、根粒原基が発達して成熟根粒となる。

### 宿主特異性
宿主植物と根粒菌の関係は、一部の例外をのぞいて厳密な宿主特異性に支配されている。たとえば、Mesorhizobium loti はミヤコグサに、Bradyrhizobium japonicum はダイズに根粒を形成し、これらが入れ替わることはない。こうした宿主特異性の認識は、植物根から分泌されるフラボノイドなどの化学物質を認識して根粒菌がNod因子を合成・分泌する段階と、そのNod因子を植物が認識・受容して根粒形成と感染のプロセスを開始する段階の、少なくとも2段階あると考えられている。

## 分類
根粒菌は系統的にひとまとまりの生物群ではない。いずれもプロテオバクテリア門に属し、その中でもアルファプロテオバクテリア綱に分類されるものが多いが、一部はベータプロテオバクテリア綱に分類される（下表）。これら2つの綱の根粒菌は、α-根粒菌（α-rhizobia）、β-根粒菌（β-rhizobia）とよばれることがある。根粒形成に関わる遺伝子群の水平伝播によって、系統的に遠縁な細菌が根粒菌となったと考えられている。
| 根粒菌の分類 - アルファプロテオバクテリア綱 Alphaproteobacteria - リゾビウム目 Rhizobiales - リゾビウム科 Rhizobiaceae - リゾビウム属 Rhizobium … 宿主はインゲンマメ、エンドウ、ソラマメ、ダイズ、レンズマメ、ヒヨコマメ、オジギソウなど - Neorhizobium … 宿主はゲンゲ属、ムレスズメ属、ウマゴヤシ属、ミヤコグサ属、ツノクサネム属、ササゲ属など - Pararhizobium … 宿主はインゲンマメ、クサボウコウマメ属など - Ensifer … 宿主はムラサキウマゴヤシ、シナガワハギ属、フェヌグリーク、リョクトウ、キマメ、ダイズ、エンドウなど - シノリゾビウム属 Sinorhizobium … 宿主はダイズなど - Shinella … 宿主はマルバヤハズソウなど - Endobacterium … 宿主はトウモロコシなど（非根粒） - Gellertiella - Ciceribacter … 宿主はヒヨコマメなど - Pseudorhizobium - Peteryoungia - フィロバクテリウム科 Phyllobacteriaceae - Hoeflea - Aminobacter … 宿主はクマノアシツメクサ属 - フィロバクテリウム属 Phyllobacterium … 宿主はムラサキツメクサ、ミヤコグサ、Argyrolobium uniflorum、ゲンゲ属、レンリソウ属、クララなど - メチロバクテリウム科 Methylobacteriaceae - Methylobacterium … 宿主は Lotononis bainesii - Microvirga - ブルセラ科 Brucellaceae - Ochrobactrum … 宿主はエニシダ - ヒフォミクロビウム科 Hyphomicrobiaceae - アゾリゾビウム属 Azorhizobium … 宿主は Sesbania rostrata - Devosia - ブラディリゾビウム科 Bradyrhizobiaceae - ブラディリゾビウム属 Bradyrhizobium … 宿主はダイズ、ラッカセイなど - ベータプロテオバクテリア綱 Betaproteobacteria - バークホルデリア目 Burkholderiales - バークホルデリア科 Burkholderiaceae - バークホルデリア属 Burkholderia … 宿主はオジギソウ属、ツルサイカチ属など - Paraburkholderia … 宿主はオジギソウ、インゲンマメなど - Cupriavidus … 宿主はオジギソウ属 - Trinickia … 宿主はオジギソウ属 |

## 人間との関わり

### 農業上の利用
マメ科植物の根粒において、根粒菌は窒素を固定して植物が利用可能な窒素化合物とする。これを利用し、クローバー（シロツメクサ）などのマメ科植物を耕作地で栽培して地力を回復することは古くから様々な地域で行われていた。
1960年代の緑の革命により作物生産量は飛躍的に増加した。この作物生産量の増加に大きな役割を果たしたのが、化学合成された窒素肥料の利用であり、現代農業において窒素肥料は不可欠なものとなっている。このような化学肥料の利用は、亜酸化窒素など温室効果ガスの増加、あるいは過剰な窒素の流出による湖沼などの富栄養化が問題を引き起こしている。このような問題に対して、根粒菌の改変や根粒を持つマメ科植物を用いた環境負荷の少ない農業が注目されている。

### 研究史
1888年、マルティヌス・ベイエリンクは根粒菌を単離し、生物窒素固定を行うことを報告し、この生物を Bacillus radicicola と名付けた。その後、アルバート・ベルンハルト・フランクは Rhizobium leguminosarum と名前を付け直した。
20世紀末以降、分子生物学的手法を用いた根粒の研究が大きく進展しており、特にモデル植物としてはミヤコグサやタルウマゴヤシが使われている。